# Tập đoàn tượng trưng

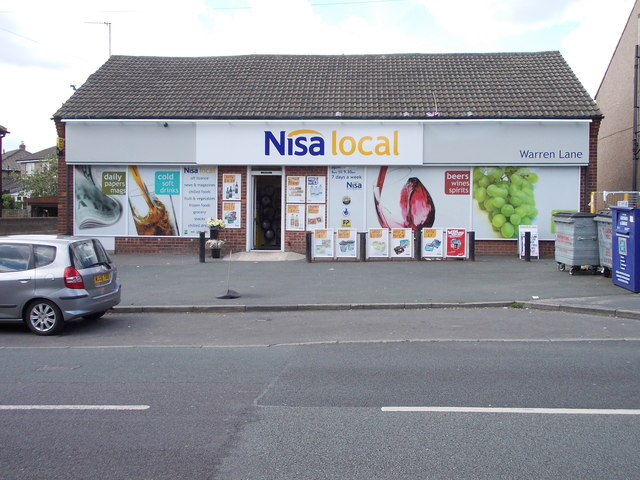
Một ví dụ về một cửa hàng địa phương Nisa.

Tập đoàn tượng trưng là một thuật ngữ chủ yếu của Anh để chỉ một hình thức nhượng quyền thương mại trong lĩnh vực bán lẻ. Họ không sở hữu hoặc điều hành các cửa hàng, nhưng đóng vai trò là nhà cung cấp cho các cửa hàng tiện lợi độc lập, sau đó giao dịch theo một biểu ngữ chung. Không giống như các hình thức nhượng quyền khác, họ đã mở rộng chủ yếu bằng cách bán dịch vụ của mình cho các cửa hàng đã có, thay vì tích cực phát triển các cửa hàng mới. Ireland cũng có một số nhóm biểu tượng tiện lợi lớn thuộc sở hữu của Musgrave Group và BWG Food như Spar, Centra, Londis, Daybreak, Mace và XL.

## Các tập đoàn
Các tập đoàn tượng trưng bao gồm:
- Spar
- Londis - 1.800 cửa hàng [1] (một phần của Booker Group)
- Costcutter - 2.600 cửa hàng [2]
- Cửa hàng Premier - 3.400 cửa hàng [3] (một phần của Booker Group)
- Nisa - 2.400 cửa hàng [4]

## Thị trường
Năm 2014, Viện phân phối tạp hóa (IGD) báo cáo rằng thị trường tập đoàn tượng trưng trị giá 15,5 tỷ bảng, với 42% thị phần của thị trường tiện lợi Anh thông qua 17.080 cửa hàng.
Trong những năm 2010, có sự hợp nhất đáng kể trong lĩnh vực này, khi Tesco mua Booker và Tập đoàn Hợp tác xã đã mua Nisa.